# Grudów
Grudów – wieś w Polsce położona w województwie mazowieckim, w powiecie pruszkowskim, w gminie Brwinów.
Wieś wchodzi w skład sołectwa Falęcin.
Do 1954 roku był północną częścią wsi Grudów, włączonej 5 października 1954 do Milanówka. Pozostałą poza granicami Milanówka część Grudowa nazywano wówczas majątkiem S.G.G.W.

## Historia
W 1852 r. hrabina Michalina Rzyszczewska z rodu Radziwiłłów, żona Leona Rzyszczewskiego herbu Pobóg, kupiła Żółwin, Kopaną i Grudów. W latach 1975–1998 miejscowość administracyjnie należała do województwa warszawskiego. 

## Linki zewnętrzne

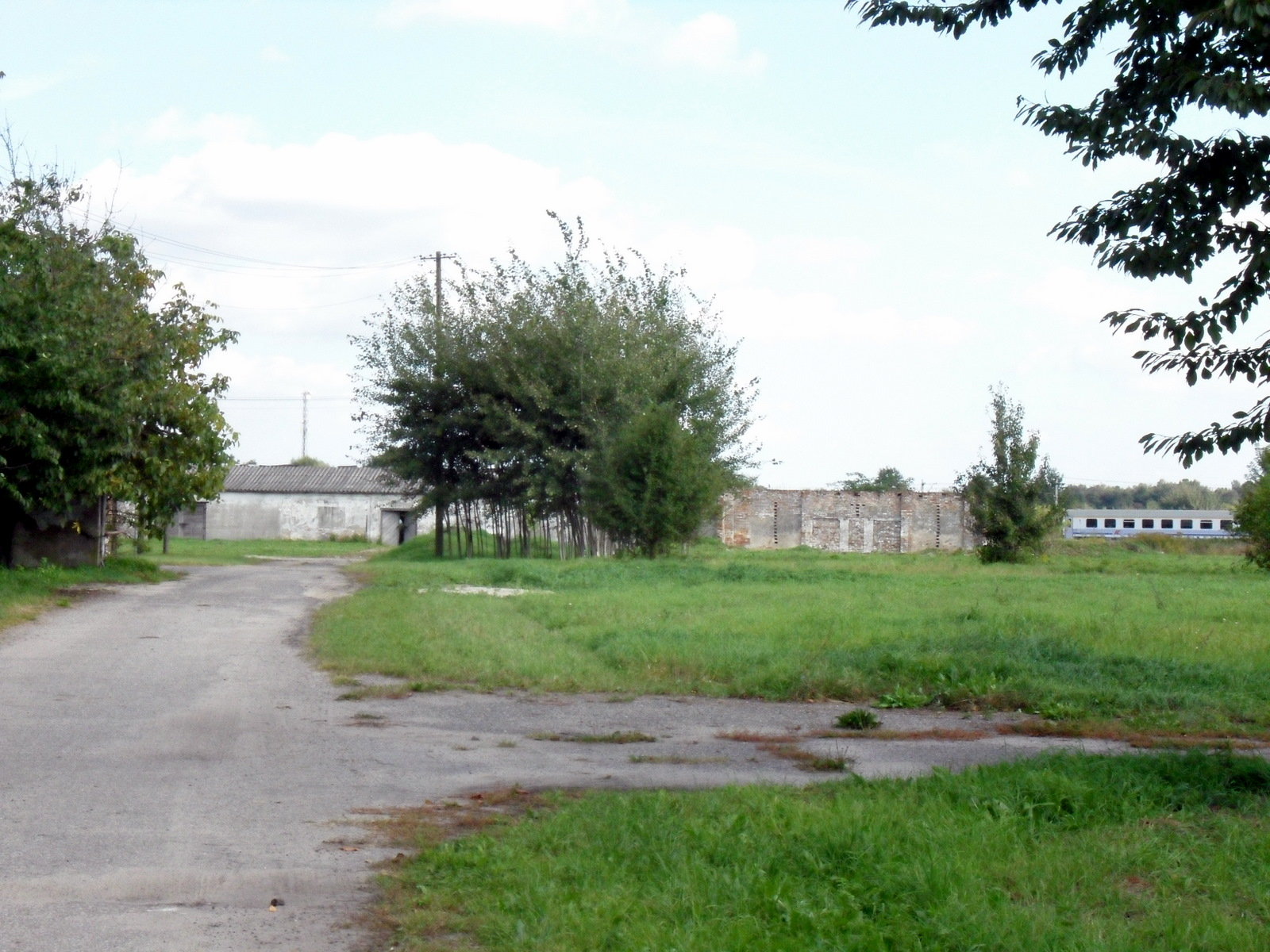
Grudów